# 50街車站 (IND線)
50街車站（英語：50th Street station）是美國紐約地鐵IND第八大道線及IND皇后林蔭路線的一個雙層地鐵站，位於曼哈頓地獄廚房50街及第八大道交界，下層設有E線（任何時候停站）列車服務，上層設有C線（任何時候停站（深夜除外））與A線（僅深夜停站）列車服務。

## 車站結構
| G  | 街道               | 出入口 升降機位於49街北側第八大道以西，只限南行                     |
| B1 | 側式月台，右側開門 | 側式月台，右側開門                                                  |
| B1 | 北行               | 往168街（ 深夜時往英伍德-207街（59街）                              |
| B1 | 北行快速           | 不停靠                                                              |
| B1 | 南行快速           | 不停靠                                                              |
| B1 | 南行               | 往尤克利德大道（ 深夜時往遠洛克威-莫特大道）（42街-港務局客運總站） |
| B1 | 側式月台，右側開門 |                                                                     |
| B2 | 側式月台，右側開門 | 側式月台，右側開門                                                  |
| B2 | 北行皇后林蔭路線   | 往牙買加中心（第七大道）                                            |
| B2 | 牆壁               |                                                                     |
| B2 | 南行皇后林蔭路線   | 往世界貿易中心（42街-港務局客運總站）                               |
| B2 | 側式月台，右側開門 |                                                                     |

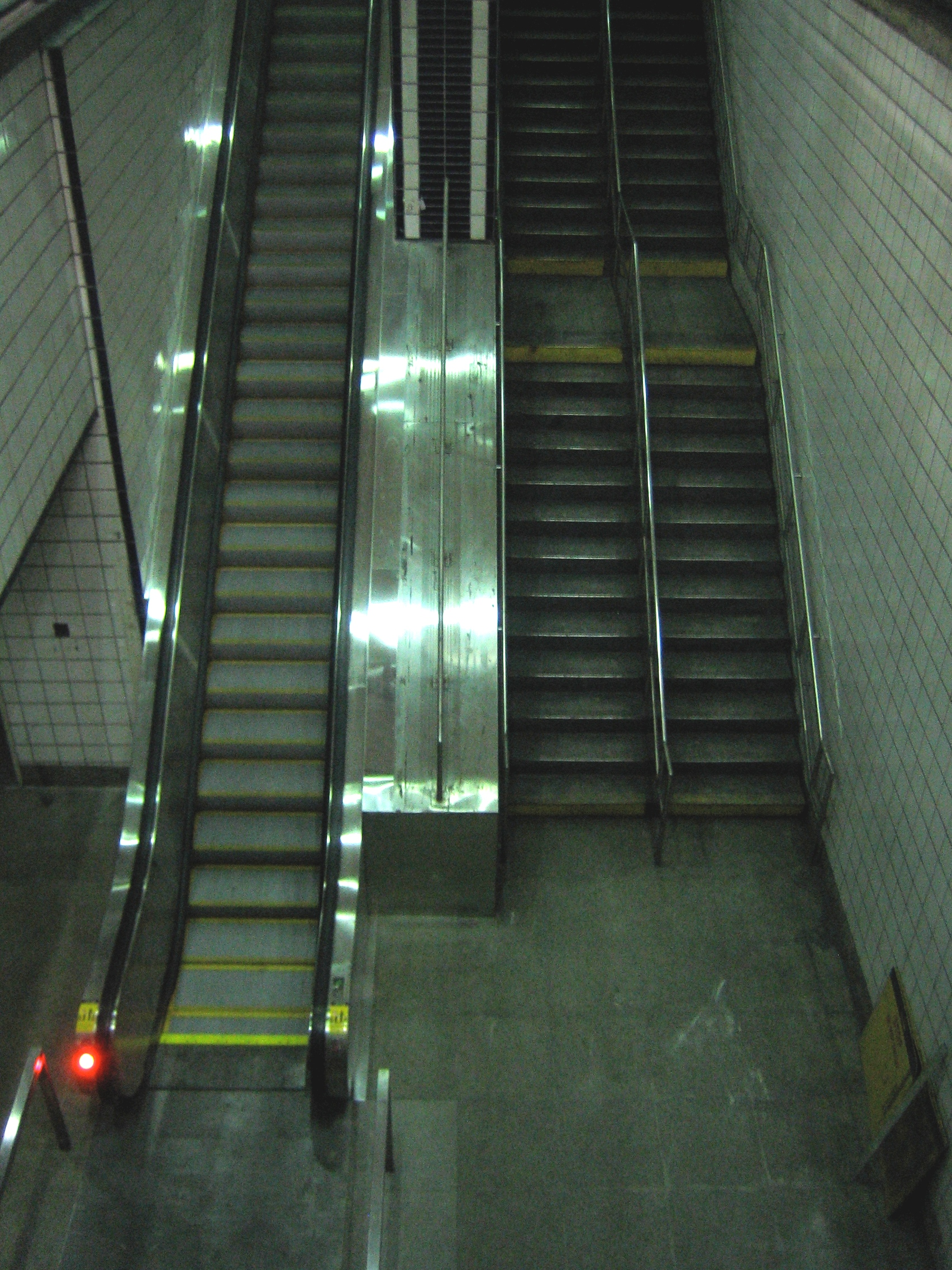
下層南行月台的扶手電梯

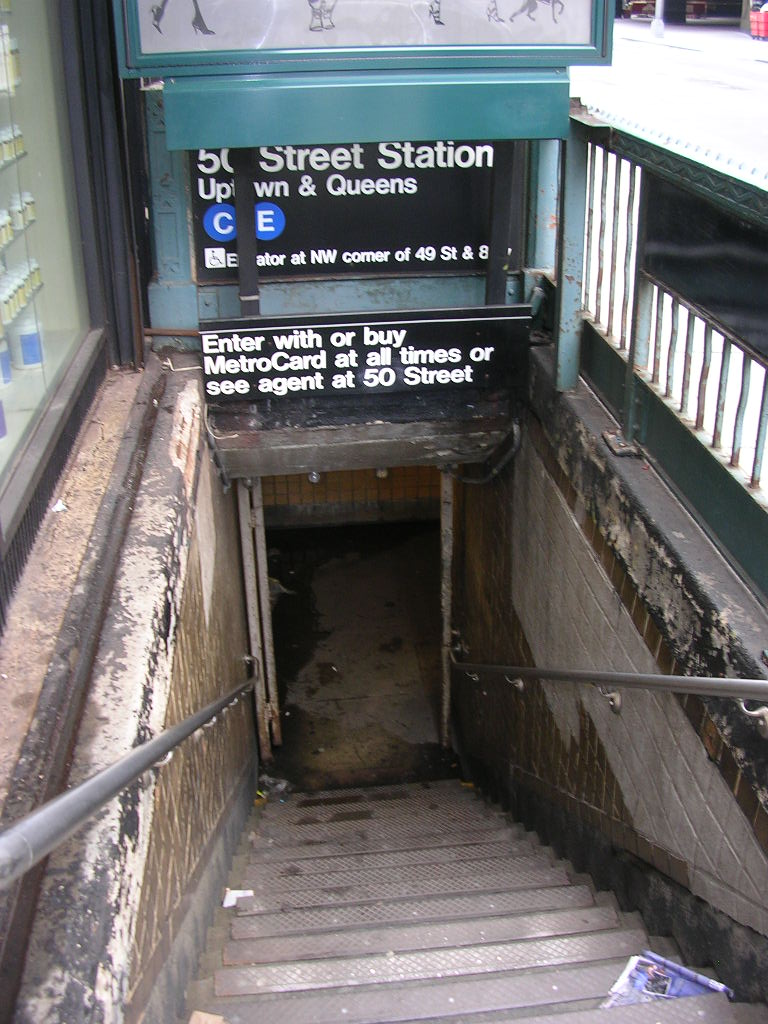
街道樓梯

此雙層車站於1932年9月10日啟用，設有四個側式月台和六條軌道。上層服務第八大道線由中央公園西開出的慢車，設有兩個側式月台和四條軌道。中央快車軌道日間搭載第八大道快車，不設月台。閘機位於月台層。
下層設有兩個側式月台和兩條軌道，並以一堵幕牆分隔。下層北行軌道服務北行由42街-港務局客運總站開出的慢車和快車。在南行方向，下層列車可使用第八大道慢車或快車軌道，直至最近他們增加了通過已棄用的42街-港務局客運總站下層月台。兩層稍稍偏離，上層由50街延至52街，下層由49街延至51街。任何一層都不設跨線橋或下通道，但同方向層對層的轉乘是可以的。
此站作為2010－2014年度MTA資金計劃一部分翻新。根據MTA一項於2015年進行的研究，至少37%的零件已過期。

### 出口
50街南行側設有擴建夾層範圍，並在西49街及西50街設有出口，同時安裝了兩部符合ADA標準的升降機（一部由街道前往夾層，另一部由夾層前往下層月台）。一個坡度由夾層前往下城上層月台，實際上只有向下幾級樓梯。此夾層在興建環球廣場複合時重建。一項無標題的蝕刻花崗岩片的藝術品於1989年由馬特·毛利根安裝在下城上層月台，顯示鄰里生活。下城側設有扶手電梯前往下層和前往第八大道及49街西北角大廈外牆的入口。同時還設有兩條樓梯連往該路口的東南角，以及一條樓梯前往第八大道和50街的西北角和西南角。
與下城月台相反，上城月台沒有升降機，因此不可無障礙通行。包括在車站上城側的月台安裝升降機的翻新一度被列入2005－2009年度MTA資金計劃內，並重開許多前往下層的已關閉樓梯，然而最終升降機並無獲得資助興建。此處設有一條樓梯由此月台前往第八大道和50街的東北角或東南角，東南角樓梯位於大廈內。另有一條樓梯位於第八大道和51街西北角。
車站前往街道還有若干已關閉出口，主要位於車站北端。這包括第八大道和52街交界四個角落的樓梯。一個已關閉出口由下城月台前往51街及第八大道西南角，另有一個已關閉出口由上城側前往49街及第八大道東南角。

## 大眾文化
- 在尼克國際兒童頻道的《泰納（英语：Taina (TV series)）》系列（2001－2002），同名主人公在主題曲開始時正在離開車站以及部分慢車進站的場景。同時節目的五秒休息時間顯示了一些乘客下車的場景，以及快車在快車軌道通過此站的場景。
- 在Netflix的《夜魔俠》，第一集「Into the Ring」有一個霍基·尼爾遜（英语：Foggy Nelson）在其中一個車站入口並以香煙賄賂布里特·馬可尼中士的場景。然而該場景實際上是在BMT卡納西線的貝德福德大道拍攝。

## 外部連結

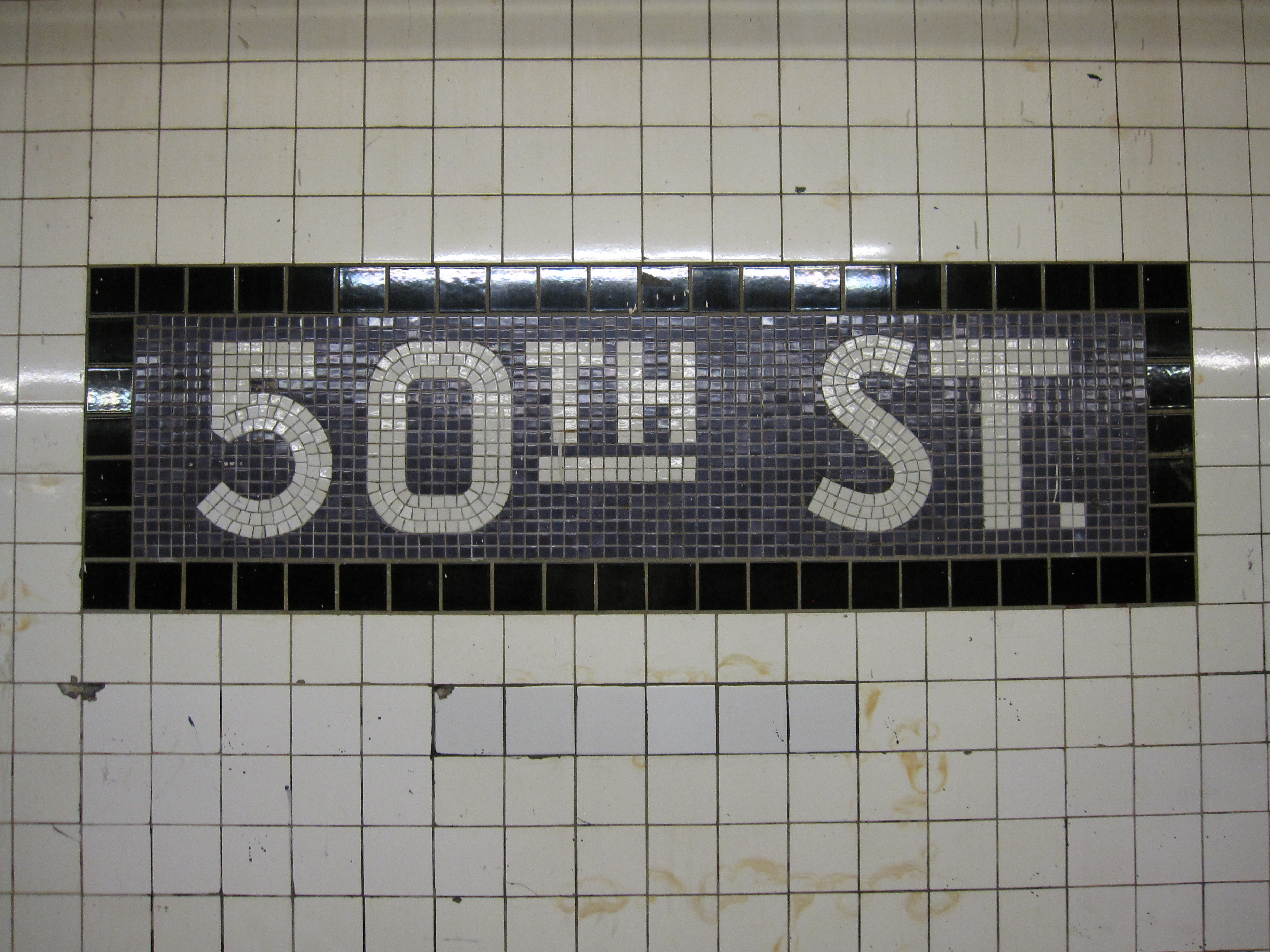
馬賽克

- nycsubway.org—IND第八大道線: 50街
- nycsubway.org — 由馬特·毛利根製作的未命名藝術品（1989年）（页面存档备份，存于）
- Station Reporter — C線列車
- Station Reporter — E線列車
- MTA交通藝術 — 50街車站 (IND第八大道線)
- Google地圖街景50街入口
- Google地圖街景51街入口
- Google地圖街景49街入口
- Google地圖街景月台 （页面存档备份，存于）